# Thomas Cavendish
Thomas Cavendish, född omkring 1555 och död 1592, var en engelsk sjöfarare.
Cavendish företog 1586-88 en västlig världsomsegling med tre fartyg, kapade en mängd spanska skepp och hemförde ett rikt byte. 1591 begav han sig på nytt ut med 5 spett och härjade utanför Sydamerikas kust ända till Magellans sund. Cavendish avled under denna färd.